# Invasión de la privacidad
Invasión de la privacidad es el título del tercer álbum de estudio en solitario grabado por el cantautor y músico de salsa puertorriqueño-estadounidense Eddie Santiago, Fue lanzado al mercado por la empresa discográfica TH-Rodven a finales del año 1988. El álbum se convirtió en su tercer álbum número uno en la lista Billboard Tropical Albums.

## Lista de canciones
Esta información adaptada de CD Universe.
| Invasión de la privacidad |                     |                  |          |  |
| N.º                       | Título              | Escritor(es)     | Duración |  |
| 1.                        | «Antídoto y veneno» | Palmer Hernández | 5:17     |  |
| 2.                        | «Tú me haces falta» | Luis Ángel       | 4:41     |  |
| 3.                        | «Amor de cada día»  | Luis Ángel       | 4:00     |  |
| 4.                        | «Mía»               | Luis Ángel       | 4:43     |  |
| 5.                        | «Me fallaste»       | Eddie Santiago   | 5:03     |  |
| 6.                        | «Para que vuelves»  | Palmer Hernández | 4:43     |  |
| 7.                        | «Te equivocas»      | Luis Ángel       | 4:19     |  |
| 8.                        | «Mañana»            | Luis Ángel       | 4:08     |  |

## Rendimiento en listas
| Lista (1989)                         | Máxima posición |
| ------------------------------------ | --------------- |
| U.S. Billboard Tropical/Salsa Albums | 1               |

### Sucesión y posicionamiento
| Predecesor: Juntos pa' goza de Varios artistas    | U.S. Billboard Tropical/Salsa Albums — Álbum N°. 1 (Primera vuelta) 28 de enero de 1989 - 30 de junio de 1989  | Sucesor: Ámame de El Gran Combo de Puerto Rico |
| Predecesor: Ámame de El Gran Combo de Puerto Rico | U.S. Billboard Tropical/Salsa Albums — Álbum N°. 1 (Segunda vuelta) 29 de julio de 1989 - 11 de agosto de 1989 | Sucesor: Ámame de El Gran Combo de Puerto Rico |